# Ингерманландия (альбом)
«Ингерманландия» — первый официальный альбом петербургской группы «Электрические партизаны» и шестой авторский альбом Вадима Курылёва.

## История создания
Альбом записывался на Студии «1» (Санкт-Петербург) с сентября по декабрь 2004 года. Звукорежиссёр — Павел Ключарев.
Помимо песен Вадима Курылёва в альбом включены две кавер-версии песен Бориса Гребенщикова — «Игра наверняка» и «Прекрасный дилетант».
Мультимедиа-приложение включает два видеоклипа: «Аллилуйя» (electropartisanvideo, 2004) и «Харакири» (electropartisanvideo, 2004).
В 2008 году альбом переиздан компанией «Бомба-Питер». Во втором издании изменена обложка и мультимедиа-приложение, куда вошёл видеоклип на заглавную песню альбома — «Ингерманландия» (electropartisanvideo, 2006).
Название альбома возникло у Курылёва ещё во времена записи альбома «Дождаться Годо».

Альбом замыкает трилогию «Дождаться Годо» — «Эквилибриум» — «Ингерманландия». Здесь мы попытались совместить созерцательную психоделику «Дождаться Годо» с радикалистским драйвом «Эквилибриума». В поисках утерянной страны, растворившейся в прибалтийских туманах, мы побывали в разных пространствах и временах — от гиперборейских льдов до подземки индустриального мегаполиса. Вой сирен воздушной тревоги или дымящиеся рифмы торфяных болот — всё это в музыке «Ингерманландии».
— Вадим Курылёв
Идея — из увлечения историей края, особенно — её «допетровской» частью. Кроме того, в период подготовки «Ингерманландии» автор много читал о северной традиции, Гиперборее, рунах, «Калевале», Книге Велеса. Отсюда — осознание и стремление представить Ингерманландию как периферию Гиперборейской цивилизации, исчезнувшей в северных льдах («осколок ледяного платья»). Заглавная песня — «Ингерманландия» — более относится непосредственно к Петербургу, метафизической связи современного города с древней Ингрией, а завершающая альбом песня «Полюс Неба» посвящена непосредственно связи внутреннего мира человека с мистической праисторией человеческой цивилизации. По словам Курылёва, «этой тайной и оказалась Ингерманландия — страна, которая географически осталась здесь же, но словно переместилась в параллельное пространство. Увидеть её, как Шамбалу, дано не каждому, а только достигшему определённых духовных высот. Примерно в таких фантастических тонах из холодных невских туманов явилась мне фабула будущего альбома».

## Обложка
Автор фото и дизайна обложки Владимир Дворник.
На фото — строящаяся балтийская дамба. В оформлении обложки использована руна Ингуз.

## Список композиций
Музыка и тексты — Вадим Курылёв (кроме отмеченных специально).
1. Ингерманландия — 03:31
2. Психогерилья — 03:19
3. Тонкая игра — 04:30
4. Роза ветров — 03:02
5. Супрематический сфинкс — 01:16
6. Войны за любовь — 03:28
7. За порогом слов — 03:19
8. Скиталец — 03:10
9. Свеча на ветру — 03:18
10. Партизаны любви — 05:17
11. Двиджа — 01:45
12. Полюс неба — 06:04
13. Игра наверняка (БГ) — 02:37
14. Прекрасный дилетант (БГ) — 02:10

## Участники записи
- Вадим Курылёв — голос, гитары, бас-гитара, клавиши (1, 7, 8, 9, 12)
- Михаил Нефёдов — барабаны
- Павел Вовк — бас-гитара (2, 3, 4, 6, 10, 13, 14)
- Михаил Чернов — саксофон (1, 2, 4, 12)
- Иван Васильев — труба (1, 2, 4, 7, 12)
- Павел Ключарёв — клавиши (4)

## Песни
- «Ингерманландия» — заглавная песня, определяющая настроение всего альбома. В самом начале звучат духовые из финала «Полюса неба», воспроизведенные наоборот[8].
- «Психогерилья» — партизанская война в душах людей.
- «Тонкая игра» — песня посвящена Никите Зайцеву.

Один мой друг, угробивший себя наркотиками, сказал незадолго до смерти, что если бы ему дали ещё один шанс, то он прожил бы жизнь точно так же. Зависимость превыше всего: превыше жизни и смерти. Зависимость струны от смычка.
- «Войны за любовь» — эта песня в другой музыкальной версии также входит в альбом «Дождаться Годо». В «Ингерманландию» вошла первая версия, которую ещё и исполняли на концертах. Для «Дождаться Годо» Курылёв переделал музыку, чтобы больше подходило к тяжелому психоделическому альбому.
- В «Супрематическом сфинксе» одноименное словосочетание произносится наоборот.
- «Скиталец» — современная интерпретация пьесы «Пер Гюнт»: Сольвейг не дождалась главного героя, но домой он всё же вернулся.
- «Двиджа» — на санскрите — «Душа, рождённая дважды».